# Felsőboj
Felsőboj románul: Boiu de Sus, falu Romániában, Erdélyben, Hunyad megyében. Közigazgatásilag Guraszáda községhez tartozik.

## Fekvése
Marosillyétől északnyugatra, az Erdélyi-érchegység déli oldalán, Karmazinesd, Alsóboj és Godinesd közt fekvő település.[forrás?] A községközpont Guraszáda falutól 7 kilométerre található; a DC 156 községi úton közelíthető meg. A település északnyugati részén található a 660 méter magas Gorgan-csúcs.

## Története
Nevét 1485-ben Felsewbuan néven említette először oklevél. A későbbiekben pedig: 1750-ben Felsö-Boj, 1808-ban Boj (Felső-), Ober-Achsendorf, Boul de szusz, 1913-ban pedig Felsőboj alakban tűnt fel a korabeli oklevelekben. A trianoni békeszerződés előtt Hunyad vármegye Marosillyei járásához tartozott.
1910-ben 197 lakosából 196 görögkeleti ortodox román volt.

## Nevezetességek
Andrica Sinefta 19. századi faháza a romániai műemlékek jegyzékében a HD-II-m-B-03260 sorszámon szerepel.